# Craig Campbell (Politiker)

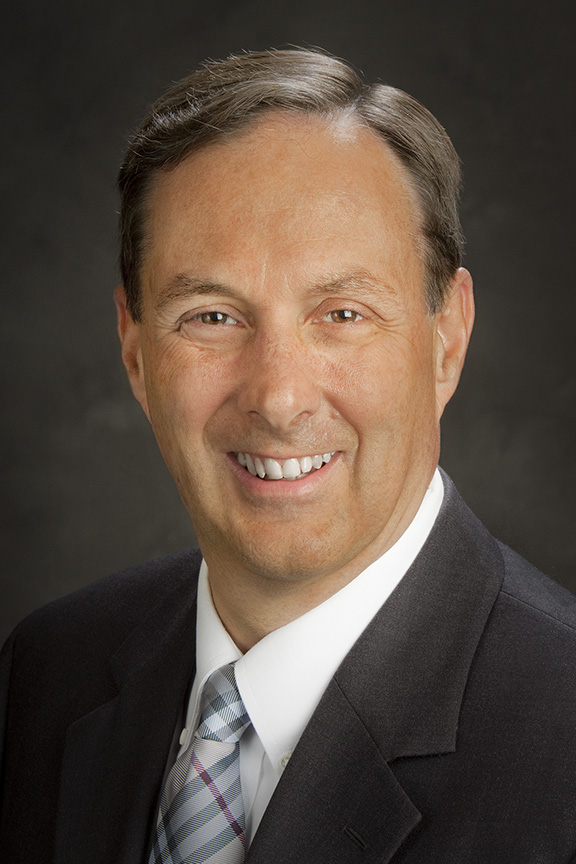
Craig Campbell (2009)

Craig Eaton Campbell (* 24. März 1952 in Springfield, Massachusetts) ist ein US-amerikanischer Politiker. In den Jahren 2009 und 2010 war er Vizegouverneur des Bundesstaates Alaska.

## Werdegang
Craig Campbell wuchs in Longmeadow auf. Anschließend studierte er bis 1974 im Rahmen des militärischen Ausbildungsförderungsprogramms ROTC politische Wissenschaften. Anschließend diente er als Offizier in der United States Air Force. Dabei wurde er zum Fluglotsen ausgebildet. Er war auf mehreren Luftwaffenstützpunkten in den Vereinigten Staaten stationiert. Die Air Force ermöglichte ihm auch eine Weiterbildung und erlaubte ihm während seiner Dienstzeit ein Studium an der Golden Gate University bei San Francisco. Im Jahr 1981 kam er dienstlich nach Alaska, wo er die Fluglotsen der Elmendorf Air Force Base nahe Anchorage befehligte. Im Jahr 1984 verließ er die Luftwaffe, deren Reserve er aber weiterhin angehörte, und trat dem Fliegerkorps der Nationalgarde von Kalifornien bei. Gleichzeitig arbeitete er im privaten Bereich als Berater in vielen mit dem Flugbetrieb zusammenhängenden Themen.
Seit 1986 lebte er in Alaska, wo er 1991 ebenfalls der Luftabteilung der Nationalgarde beitrat. Er durchlief die Offiziersränge vom Oberstleutnant und brachte es bis 2008 bis zum Generalleutnant, einem Drei-Sterne-General. 2003 wurde er Kommandeur der Nationalgarde Alaskas (Adjutant General) und Staatsminister für Militär und Veteranenangelegenheiten. Für seine militärischen Leistungen wurde er mit vielen Orden ausgezeichnet. Bei der Reserve der Air Force (Federal National Guard) brachte er es bis zu seinem Ausscheiden im Jahr 2009 zum Zwei-Sterne-General (Generalmajor). Politisch schloss er sich der Republikanischen Partei an. Er wurde Mitglied im Stadtrat von Anchorage. 1994 kandidierte er erfolglos für das Amt des dortigen Bürgermeisters.
Im Jahr 2009 verkündete Sarah Palin, die damalige Gouverneurin von Alaska, ihren Rücktritt. Gleichzeitig wurde ihr Vizegouverneur Sean Parnell ihr Nachfolger. Palin bestimmte auch die Nachfolge im Amt des Vizegouverneurs und berief Craig Campbell in dieses Amt. Dieses Vorgehen ist in Alaska von der Staatsverfassung erlaubt. Campbell bekleidete diesen Posten zwischen dem 10. August 2009 und dem 6. Dezember 2010. Auf eine reguläre Kandidatur verzichtete er dann. Im Februar 2011 wurde er COO bei der Firma Alaska Aerospace Corporation (AAC). Seit Oktober 2012 ist er Präsident und Vorstandsvorsitzender dieses Unternehmens.